# Calzada de Don Diego
Calzada de Don Diego là một đô thị ở tỉnh Salamanca, phía tây Tây Ban Nha, cộng đồng tự trị Castile-Leon. Đô thị này có cự ly 24 kilômét so với thành phố tỉnh lỵ Salamanca và có dân số 225 người. Đô thị này có diện tích 44,2 km².
Đô thị này nằm ở khu vực có độ cao 815 mét trên mực nước biển.
Mã số bưu chính là 37448.